# Herman Heijenbrock
Johann Coenraad Hermann Heijenbrock (Amsterdam, 27 juli 1871 - Blaricum, 18 maart 1948) was een schilder van arbeid, nijverheid en industrie. Hij was de zoon van de bakker en handelaar Johann Coenraad Hermann Heijenbrock en Hendrika Fleumer. 

## Opleiding
Na zijn opleiding aan de tekenacademie in Rotterdam, legde hij in de eerste decennia van de 20e eeuw in vele Europese landen de ontwikkeling van de zware industrie vast, daartoe mede in staat gesteld door zijn – gelukkige – huwelijk met een gefortuneerde academica. Heijenbrock werkte ter plaatse in mijnen, hoogovens en fabrieken. Dat noopte hem ertoe vooral pastels met een zwarte ondergrond te maken, omdat water- en olieverf op die locaties moeilijk zijn te hanteren.
Hij was dus niet alleen uniek in de keuze van zijn onderwerpen, maar ook in de daaruit voortvloeiende werkwijze.

## Werk
Zijn honderden olieverfschilderijen en pastels van industrielandschappen maakte deze ‘schilder van licht en arbeid’ niet alleen om fraaie kunstwerken te scheppen. De afbeeldingen van fabrieken, mijnen, machines en de rol van de arbeider in het productieproces, vervaardigde hij tevens om zijn bewondering voor de werkkracht van de mens, geholpen door machines, te documenteren. 
Dat sociaal engagement en die documentatiedrift hebben geleid tot een unieke weergave van productieprocessen in het begin van de twintigste eeuw. De industrieschilder was dus naast kunstenaar ook een ‘opvoeder’, die door zijn werk de mens bewust wilde maken van zijn scheppende kracht, zonder daarbij een ideologisch dogma aan te hangen. De op technisch en wetenschappelijk gebied autodidact Heijenbrock schreef daar ook filosofische beschouwingen over. Verder verzamelde hij bij het arbeidsproces gebruikte materialen, die hij onderbracht in het Museum van den Arbeid, de voorloper van het NINT het huidige wetenschapscentrum NEMO in Amsterdam. Zijn werken bevinden onder andere zich in de collecties van het Museum Helmond, het Nederlands Openluchtmuseum, het Rijksmuseum Amsterdam en in het Zaans Museum.

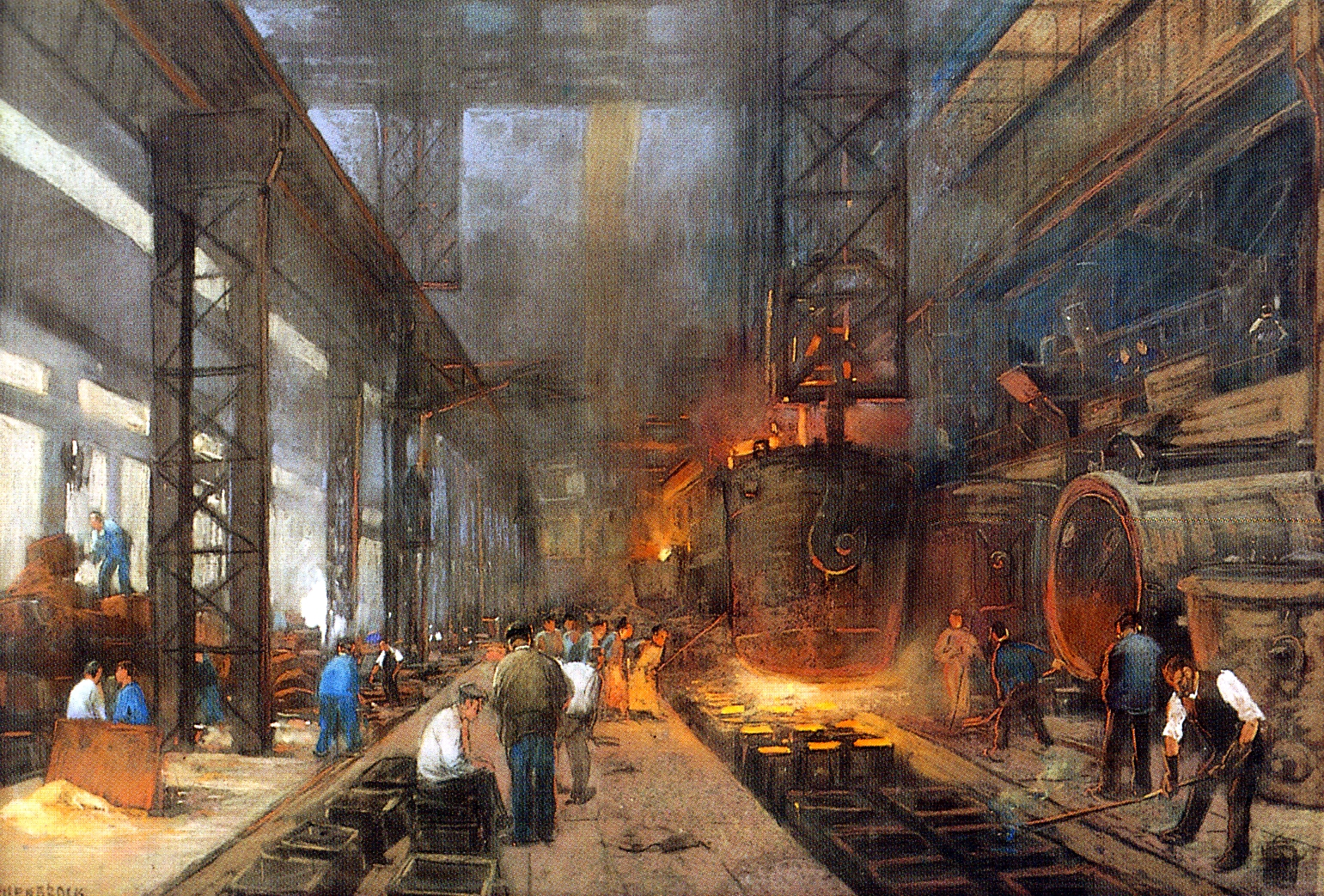
IJzergieterij in blokken
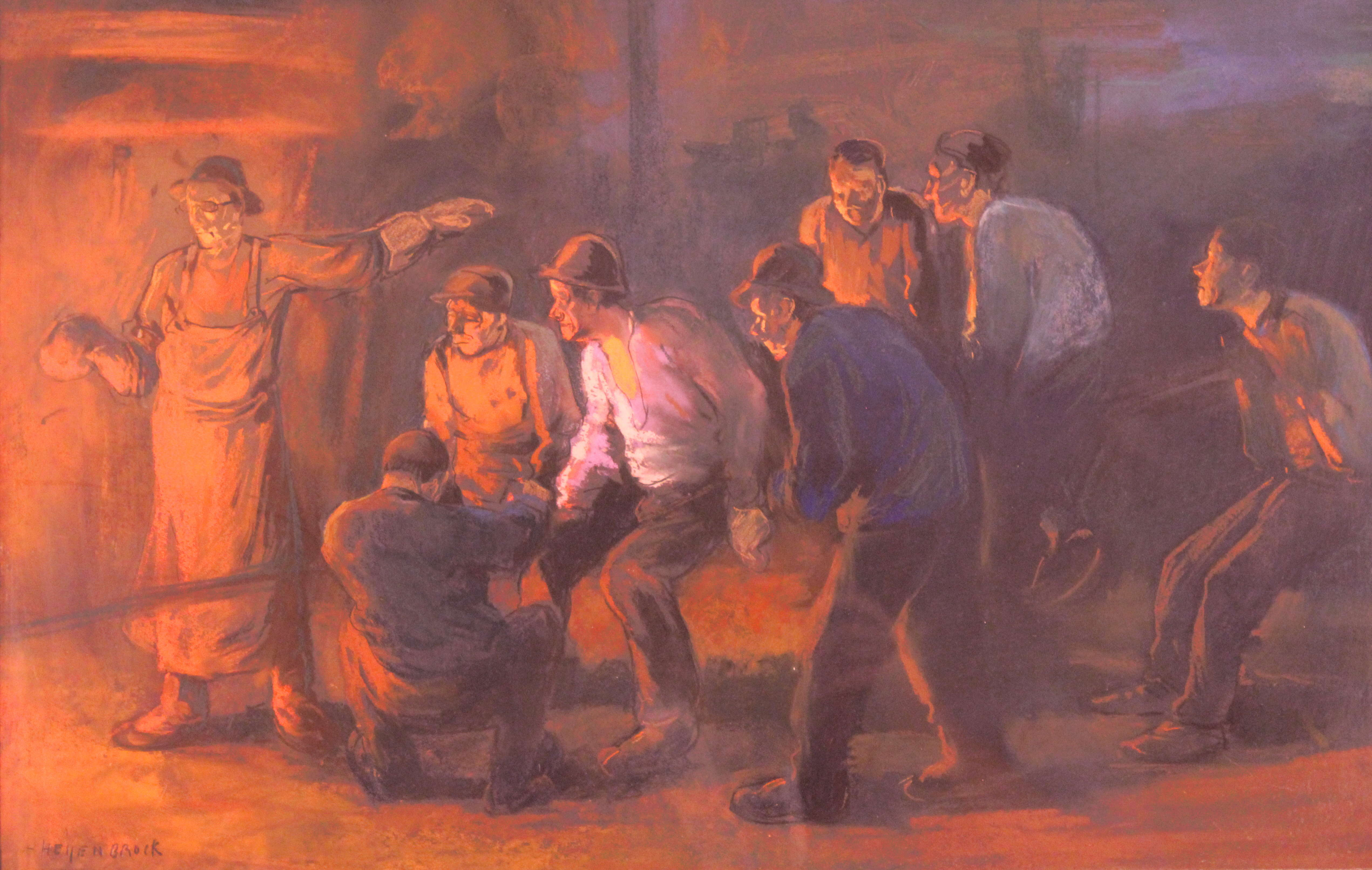
Hoogovenarbeiders "Giessprobe"
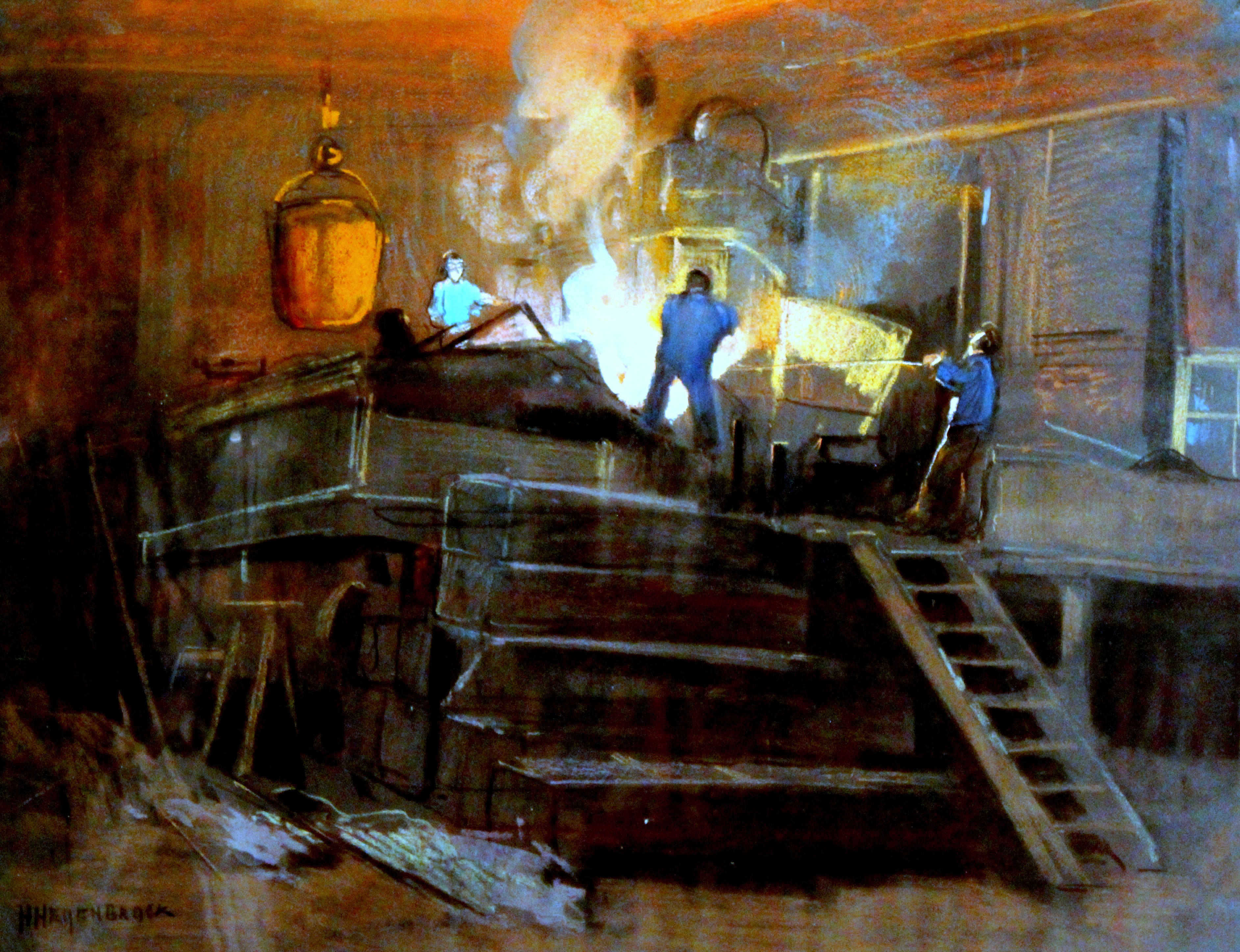
Staalsmelter in Zweden